# Kelly Bishop
Kelly Bishop, född 28 februari 1944 i Colorado Springs, är en amerikansk skådespelare som slog igenom på Broadwaymusikalen A Chorus Line i rollen som Sheila. Hon belönades med en Tony för det framträdandet. På 2000-talet kan man se henne som Emily Gilmore i TV-serien Gilmore Girls. Hon spelade även Babys mamma i filmen Dirty Dancing.